# ورنی بنت
ورنی بنت (انگلیسی: Vernie Bennett؛ زادهٔ ۱۷ مهٔ ۱۹۷۱) یک موسیقی‌دان است. وی از سال ۱۹۹۲ میلادی تاکنون مشغول فعالیت بوده‌است.